# Zelene, Huleaipole
Zelene (în ucraineană Зелене) este un sat în comuna Petrivka din raionul Huleaipole, regiunea Zaporijjea, Ucraina.

## Demografie
Componența lingvistică a localității Zelene
     Ucraineană (96,45%)
     Rusă (3,55%)
Conform recensământului din 2001, majoritatea populației localității Zelene era vorbitoare de ucraineană (96,45%), existând în minoritate și vorbitori de rusă (3,55%).